# Campeonato Mundial de Lucha
El Campeonato Mundial de Lucha es la máxima competición internacional de lucha deportiva. Es organizado desde 1904 por la asociación United World Wrestling (UWW, antes de 2014 conocida como Federación Internacional de Luchas Asociadas, FILA). En los primeros once campeonato se realizaron exclusivamente competiciones de lucha grecorromana: tras la conclusión del último (1922), pasaron casi tres décadas sin volver a realizarse esta competición. Fue en 1950 cuando la FILA decidió volver a implementarlos (con la lucha libre incluida en el programa), pero no realizando de forma simultánea ambos estilos de lucha: un año la grecorromana y otro la libre. En la edición de 1961 se compitió en ambos tipos de lucha, algunas veces en la misma sede y otras en diferentes sedes. En 1987 se realizó el primer campeonato de lucha libre femenina, siempre en una sede diferente a la de la lucha masculina, excepto en tres ocasiones. Desde la edición de 2005 se efectúan los tres tipos de lucha en la misma sede.
Los años en los que hay Juegos Olímpicos de Verano solo se realiza un campeonato para las categorías no incluidas en el programa de los Juegos de esa edición.

## Formato
Desde 2018 las categorías en las que se compite son 30 (10 en lucha grecorromana masculina, 10 en lucha libre masculina y 10 en lucha libre femenina):
- Lucha grecorromana masculina: 55 kg, 60 kg, 63 kg, 67 kg, 72 kg, 77 kg, 82 kg, 87 kg, 97 kg y 130 kg.
- Lucha libre masculina: 57 kg, 61 kg, 65 kg, 70 kg, 74 kg, 79 kg, 86 kg, 92 kg, 97 kg y 125 kg.
- Lucha libre femenina: 50 kg, 53 kg, 55 kg, 57 kg, 59 kg, 62 kg, 65 kg, 68 kg, 72 kg y 76 kg.

El sistema actual de competición, implantado en 2005, consiste en un torneo de eliminación directa para cada categoría, en el que los luchadores participantes están ordenados en un cuadro de acuerdo a su ranking. Dependiendo del número de inscritos, el cuadro puede comenzar en los dieciseisavos o en los octavos de final. Los dos ganadores de las semifinales se enfretan en la final por el primer puesto; los dos perdedores luchan por el tercer puesto contra los ganadores de las respectivas repescas. En los dos torneos de repesca participan los luchadores que perdieron contra los dos finalistas, eliminándose directamente.
Anteriormente se habían empleado otros sistemas de competición, en los que se incluía un combate por el tercer lugar. Es a partir de 2005, con el nuevo sistema de repesca, cuando se han venido entregando dos medallas de bronce.

## Ediciones
| Núm.    | Año  | Lucha grecorromana           | Lucha libre                  | Lucha femenina               |
| ------- | ---- | ---------------------------- | ---------------------------- | ---------------------------- |
| I       | 1904 | Viena ( Austria)             | —                            | —                            |
| II      | 1905 | Berlín ( Alemania)           | —                            | —                            |
| III     | 1907 | Fráncfort ( Alemania)        | —                            | —                            |
| IV      | 1908 | Viena ( Austria)             | —                            | —                            |
| V       | 1909 | Viena ( Austria)             | —                            | —                            |
| VI      | 1910 | Düsseldorf ( Alemania)       | —                            | —                            |
| VII     | 1911 | Helsinki ( Finlandia)        | —                            | —                            |
| VIII    | 1913 | Breslavia ( Alemania)        | —                            | —                            |
| IX      | 1920 | Viena · ( Austria)           | —                            | —                            |
| X       | 1921 | Helsinki · ( Finlandia)      | —                            | —                            |
| XI      | 1922 | Estocolmo · ( Suecia)        | —                            | —                            |
| XII     | 1950 | Estocolmo · ( Suecia)        | —                            | —                            |
| XIII    | 1951 | —                            | Helsinki · ( Finlandia)      | —                            |
| XIV     | 1953 | Nápoles · ( Italia)          | —                            | —                            |
| XV      | 1954 | —                            | Tokio ( Japón)               | —                            |
| XVI     | 1955 | Karlsruhe ( RFA)             | —                            | —                            |
| XVII    | 1957 | —                            | Estambul ( Turquía)          | —                            |
| XVIII   | 1958 | Budapest · ( Hungría)        | —                            | —                            |
| XIX     | 1959 | —                            | Teherán ( Irán)              | —                            |
| XX      | 1961 | Yokohama ( Japón)            | Yokohama ( Japón)            | —                            |
| XXI     | 1962 | Toledo ( Estados Unidos)     | Toledo ( Estados Unidos)     | —                            |
| XXII    | 1963 | Helsingborg · ( Suecia)      | Sofía ( Bulgaria)            | —                            |
| XXIII   | 1965 | Tampere · ( Finlandia)       | Mánchester ( Reino Unido)    | —                            |
| XXIV    | 1966 | Toledo ( Estados Unidos)     | Toledo ( Estados Unidos)     | —                            |
| XXV     | 1967 | Bucarest ( Rumania)          | Nueva Delhi ( India)         | —                            |
| XXVI    | 1969 | Mar del Plata ( Argentina)   | Mar del Plata ( Argentina)   | —                            |
| XXVII   | 1970 | Edmonton · ( Canadá)         | Edmonton · ( Canadá)         | —                            |
| XXVIII  | 1971 | Sofía ( Bulgaria)            | Sofía ( Bulgaria)            | —                            |
| XIX     | 1973 | Teherán ( Irán)              | Teherán ( Irán)              | —                            |
| XXX     | 1974 | Katowice · ( Polonia)        | Estambul ( Turquía)          | —                            |
| XXXI    | 1975 | Minsk ( URSS)                | Minsk ( URSS)                | —                            |
| XXXII   | 1977 | Gotemburgo · ( Suecia)       | Lausana · ( Suiza)           | —                            |
| XXXIII  | 1978 | Ciudad de México · ( México) | Ciudad de México · ( México) | —                            |
| XXXIV   | 1979 | San Diego ( Estados Unidos)  | San Diego ( Estados Unidos)  | —                            |
| XXXV    | 1981 | Oslo · ( Noruega)            | Skopie ( Yugoslavia)         | —                            |
| XXXVI   | 1982 | Katowice · ( Polonia)        | Edmonton · ( Canadá)         | —                            |
| XXXVII  | 1983 | Kiev ( URSS)                 | Kiev ( URSS)                 | —                            |
| XXXVIII | 1985 | Kolbotn · ( Noruega)         | Budapest · ( Hungría)        | —                            |
| XXXIX   | 1986 | Budapest · ( Hungría)        | Budapest · ( Hungría)        | —                            |
| XL      | 1987 | Clermont-Ferrand ( Francia)  | Clermont-Ferrand ( Francia)  | Lørenskog · ( Noruega)       |
| XLI     | 1989 | Martigny · ( Suiza)          | Martigny · ( Suiza)          | Martigny · ( Suiza)          |
| XLII    | 1990 | Ostia · ( Italia)            | Tokio ( Japón)               | Luleå · ( Suecia)            |
| XLIII   | 1991 | Varna ( Bulgaria)            | Varna ( Bulgaria)            | Tokio ( Japón)               |
| XLIV    | 1992 | —                            | —                            | Lyon ( Francia)              |
| XLV     | 1993 | Estocolmo · ( Suecia)        | Toronto · ( Canadá)          | Stavern · ( Noruega)         |
| XLVI    | 1994 | Tampere · ( Finlandia)       | Estambul ( Turquía)          | Sofía ( Bulgaria)            |
| XLVII   | 1995 | Praga · ( República Checa)   | Atlanta ( Estados Unidos)    | Moscú · ( Rusia)             |
| XLVIII  | 1996 | —                            | —                            | Sofía ( Bulgaria)            |
| XLIX    | 1997 | Breslavia · ( Polonia)       | Krasnoyarsk · ( Rusia)       | Clermont-Ferrand ( Francia)  |
| L       | 1998 | Gävle · ( Suecia)            | Teherán ( Irán)              | Poznań · ( Polonia)          |
| LI      | 1999 | Atenas · ( Grecia)           | Ankara ( Turquía)            | Boden · ( Suecia)            |
| LII     | 2000 | —                            | —                            | Sofía ( Bulgaria)            |
| LIII    | 2001 | Patras · ( Grecia)           | Sofía ( Bulgaria)            | Sofía ( Bulgaria)            |
| LIV     | 2002 | Moscú · ( Rusia)             | Teherán ( Irán)              | Calcis · ( Grecia)           |
| LV      | 2003 | Créteil ( Francia)           | Nueva York ( Estados Unidos) | Nueva York ( Estados Unidos) |
| LVI     | 2005 | Budapest · ( Hungría)        | Budapest · ( Hungría)        | Budapest · ( Hungría)        |
| LVII    | 2006 | Cantón ( China)              | Cantón ( China)              | Cantón ( China)              |
| LVIII   | 2007 | Bakú ( Azerbaiyán)           | Bakú ( Azerbaiyán)           | Bakú ( Azerbaiyán)           |
| LIX     | 2008 | —                            | —                            | Tokio ( Japón)               |
| LX      | 2009 | Herning ( Dinamarca)         | Herning ( Dinamarca)         | Herning ( Dinamarca)         |
| LXI     | 2010 | Moscú · ( Rusia)             | Moscú · ( Rusia)             | Moscú · ( Rusia)             |
| LXII    | 2011 | Estambul ( Turquía)          | Estambul ( Turquía)          | Estambul ( Turquía)          |
| LXIII   | 2012 | —                            | —                            | Edmonton · ( Canadá)         |
| LXIV    | 2013 | Budapest · ( Hungría)        | Budapest · ( Hungría)        | Budapest · ( Hungría)        |
| LXV     | 2014 | Taskent ( Uzbekistán)        | Taskent ( Uzbekistán)        | Taskent ( Uzbekistán)        |
| LXVI    | 2015 | Las Vegas ( Estados Unidos)  | Las Vegas ( Estados Unidos)  | Las Vegas ( Estados Unidos)  |
| LXVII   | 2016 | Budapest · ( Hungría)        | Budapest · ( Hungría)        | Budapest · ( Hungría)        |
| LXVIII  | 2017 | París ( Francia)             | París ( Francia)             | París ( Francia)             |
| LXIX    | 2018 | Budapest · ( Hungría)        | Budapest · ( Hungría)        | Budapest · ( Hungría)        |
| LXX     | 2019 | Nursultán · ( Kazajistán)    | Nursultán · ( Kazajistán)    | Nursultán · ( Kazajistán)    |
| LXXI    | 2021 | Oslo · ( Noruega)            | Oslo · ( Noruega)            | Oslo · ( Noruega)            |
| LXXII   | 2022 | Belgrado ( Serbia)           | Belgrado ( Serbia)           | Belgrado ( Serbia)           |
| LXXIII  | 2023 | Belgrado ( Serbia)           | Belgrado ( Serbia)           | Belgrado ( Serbia)           |
| LXXIV   | 2024 | Tirana · ( Albania)          | Tirana · ( Albania)          | Tirana · ( Albania)          |
| LXXV    | 2025 | Zagreb · ( Croacia)          | Zagreb · ( Croacia)          | Zagreb · ( Croacia)          |
| LXXVI   | 2026 | Bratislava · ( Eslovaquia)   | Bratislava · ( Eslovaquia)   | Bratislava · ( Eslovaquia)   |
| LXXVII  | 2027 | Las Vegas ( Estados Unidos)  | Las Vegas ( Estados Unidos)  | Las Vegas ( Estados Unidos)  |

1. 1 2  Campeonato para las categorías no disputadas en los Juegos Olímpicos de ese año.

## Medallero histórico
- Actualizado a Tirana 2024.

| Núm. | País            | Oro  | Plata | Bronce | Total |
| ---- | --------------- | ---- | ----- | ------ | ----- |
| 1    | Rusia           | 371  | 169   | 179    | 719   |
| 2    | Japón           | 139  | 76    | 89     | 304   |
| 3    | Estados Unidos  | 86   | 104   | 113    | 303   |
| 4    | Irán            | 71   | 66    | 82     | 219   |
| 5    | Bulgaria        | 63   | 95    | 103    | 261   |
| 6    | Turquía         | 60   | 63    | 83     | 206   |
| 7    | Alemania        | 39   | 64    | 90     | 193   |
| 8    | Hungría         | 32   | 57    | 55     | 144   |
| 9    | Cuba            | 32   | 28    | 49     | 109   |
| 10   | Suecia          | 31   | 40    | 48     | 119   |
| 11   | China           | 29   | 22    | 39     | 90    |
| 12   | Francia         | 27   | 23    | 25     | 75    |
| 13   | Azerbaiyán      | 22   | 34    | 39     | 95    |
| 14   | Finlandia       | 22   | 24    | 23     | 69    |
| 15   | Ucrania         | 19   | 21    | 61     | 101   |
| 16   | Georgia         | 17   | 21    | 44     | 82    |
| 17   | Polonia         | 15   | 37    | 39     | 91    |
| 18   | Rumania         | 15   | 35    | 37     | 87    |
| 19   | Corea del Sur   | 14   | 23    | 25     | 62    |
| 20   | Canadá          | 14   | 18    | 32     | 64    |
| 21   | Armenia         | 14   | 10    | 22     | 46    |
| 22   | Serbia          | 13   | 20    | 29     | 62    |
| 23   | Noruega         | 12   | 17    | 29     | 58    |
| 24   | Austria         | 11   | 9     | 8      | 28    |
| 25   | Corea del Norte | 10   | 5     | 10     | 25    |
| 26   | Kirguistán      | 8    | 5     | 13     | 26    |
| 27   | Mongolia        | 7    | 28    | 44     | 79    |
| 28   | Kazajistán      | 7    | 21    | 35     | 63    |
| 29   | Bielorrusia     | 6    | 18    | 28     | 52    |
| 30   | Uzbekistán      | 6    | 11    | 22     | 39    |
| 31   | Dinamarca       | 5    | 8     | 10     | 23    |
| 32   | Moldavia        | 4    | 8     | 4      | 16    |
| 33   | República Checa | 3    | 8     | 16     | 27    |
| 34   | Italia          | 3    | 8     | 13     | 24    |
| 35   | Venezuela       | 3    | 4     | 5      | 12    |
| 36   | Egipto          | 3    | 3     | 6      | 12    |
| 37   | Estonia         | 2    | 3     | 5      | 10    |
| 38   | India           | 1    | 5     | 18     | 24    |
| 39   | China Taipéi    | 1    | 5     | 6      | 12    |
| 40   | Grecia          | 1    | 3     | 12     | 16    |
| 41   | Israel          | 1    | 1     | 4      | 6     |
| 42   | Baréin          | 1    | 1     | 0      | 2     |
| 43   | Albania         | 1    | 0     | 2      | 3     |
| 44   | Bélgica         | 1    | 0     | 1      | 2     |
| 45   | Eslovaquia      | 0    | 4     | 5      | 9     |
| 46   | Puerto Rico     | 0    | 2     | 1      | 3     |
| 47   | Nigeria         | 0    | 1     | 5      | 6     |
| 48   | Lituania        | 0    | 1     | 4      | 5     |
| 49   | Letonia         | 0    | 1     | 3      | 4     |
| 49   | Países Bajos    | 0    | 1     | 3      | 4     |
| 51   | Croacia         | 0    | 1     | 2      | 3     |
| 52   | Líbano          | 0    | 1     | 1      | 2     |
| 52   | Macedonia       | 0    | 1     | 1      | 2     |
| 52   | Tayikistán      | 0    | 1     | 1      | 2     |
| 55   | Brasil          | 0    | 1     | 0      | 1     |
| 55   | Túnez           | 0    | 1     | 0      | 1     |
| 55   | Turkmenistán    | 0    | 1     | 0      | 1     |
| 58   | España          | 0    | 0     | 3      | 3     |
| 58   | Suiza           | 0    | 0     | 3      | 3     |
| 60   | Bohemia         | 0    | 0     | 2      | 2     |
| 60   | Colombia        | 0    | 0     | 2      | 2     |
| 60   | Pakistán        | 0    | 0     | 2      | 2     |
| 63   | Argentina       | 0    | 0     | 1      | 1     |
| 63   | Chile           | 0    | 0     | 1      | 1     |
| 63   | Ecuador         | 0    | 0     | 1      | 1     |
| 63   | Reino Unido     | 0    | 0     | 1      | 1     |
| 63   | San Marino      | 0    | 0     | 1      | 1     |
| 63   | Siria           | 0    | 0     | 1      | 1     |
|      | TOTAL           | 1242 | 1238  | 1641   | 4121  |

1. ↑  Incluye las medallas obtenidas por la URSS.
2. ↑  Incluye las medallas obtenidas por la RFA y la RDA entre 1949 y 1990.
3. ↑  Incluye las medallas obtenidas por la RFS de Yugoslavia y la RF de Yugoslavia.
4. ↑  Incluye las medallas obtenidas por Checoslovaquia.
5. ↑  Incluye las medallas obtenidas por la República Árabe Unida.